# Locmaria-Berrien
Locmaria-Berrien foi uma antiga comuna francesa na região administrativa da Bretanha, no departamento de Finistère. Estendia-se por uma área de 17 km². Em 2010 a comuna tinha 229 habitantes (densidade: 13,5 hab./km²).
Em 1 de janeiro de 2019, passou a formar parte da comuna de Poullaouen.